# Château d'Épinal
Le château d'Épinal et les ruines de l'ancienne forteresse dominent la ville d'Épinal et la vallée de la Moselle à 387 m d'altitude.
Il a été construit par l’évêque de Metz, Jacques de Lorraine, vers le milieu du XIIIe siècle, succédant alors à une première forteresse de l’an mil qui fut avec Fontenoy-le-Château et Remiremont les premières forteresses des Vosges du sud.
Perché sur une crête rocheuse, il se présente comme une enceinte polygonale pourvue d'un puissant donjon résidentiel et d'une grande citerne à corps filtrant. Les restes du logis seigneurial ainsi que d'autres bâtiments (arsenal, logis du capitaine, four, chapelle…) ont été mis au jour durant la fouille du château pendant les années 1980.
Agrandi et adapté à l’artillerie par les ducs de Lorraine au début du XVIe siècle, le château a été détruit par les troupes de Louis XIV en 1670. Cet ensemble fortifié médiéval est classé monument historique depuis 1992.

## Historique

### Un premier château: protecteur de la ville naissante (Xesiècle)
Vers 980, Thierry Ier de Hamelant, évêque de Metz de 965 à 984, cousin de l’empereur Otton Ier possède un grand domaine au sud de la Lotharingie, à Dogneville. L’évêque sépara cinq manses agricoles qui dépendaient de la paroisse de Dogneville, afin de créer une nouvelle paroisse dédiée à saint Maurice. Ces manses sont Spinal, Rualménil, Avrinsart, Grennevo, et Villers. Afin de protéger ses biens et la population de ses terres chaumontoises des incursions bourguignonnes, Thierry Ier fait construire un premier château (une tour probablement en bois) nommée ultérieurement tour du voué, à Spinal sur la pointe de l’épine gréseuse (d’où le nom de Spinal). Entourée de sa propre enceinte (palissades de bois), elle surveillait la Moselle et contrôlait les vallons d’Ambrail et de Saint-Michel. C’était l’habitation du prévôt ou du avoué voué, représentant de l’évêque, ou encore plus tard, résidence du bailli de la ville pour le duc. « Mention du vieux château sur la colline de Chaumont. Ce château aurait été édifié sur des ruines antiques. Il semble correspondre d’après le résultat des recherches archéologiques de l’été 1991, aux vestiges exhumés en avant de l’éperon, à l’emplacement de la dite Tour des Voués. ».

### Un second château: objet de l'indépendance spinalienne (XIIIesiècle)

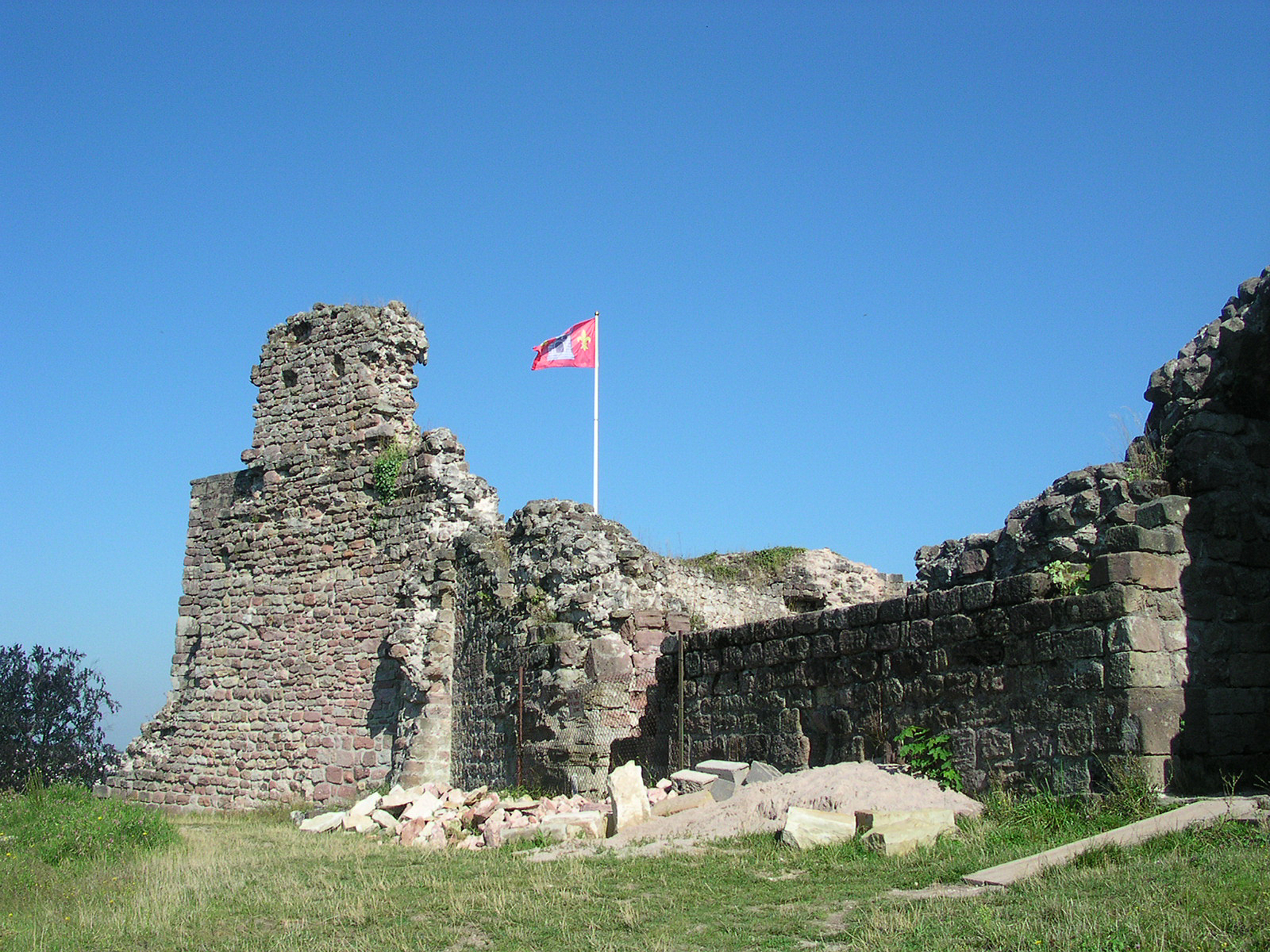
Vue partielle.

Au XIIIe siècle, le nouveau château est bâti au sommet de l'épine rocheuse. Il comprend (d'ouest en est) : le châtelet contenant peut-être déjà écuries et artisans ; le fossé sec occidental ; le château ; le fossé oriental qui est probablement la résultante de l’exploitation de la pierre pour construire le château et les murs.
La construction de ce nouveau château sur l’épine gréseuse qui surplombe le premier château et la ville à 387 mètres d’altitude a pu commencer sous l’épiscopat de Conrad de Scharfeneck (1213-1224), mais il est certain que c’est l’évêque Jacques de Lorraine qui la poursuit. Épinal est fortifiée d’une puissante muraille montant jusqu’au château et de fossés. « Typologiquement, le château d'Épinal appartient à la catégorie des enceintes polygonales à Bergfried, si abondamment représentée dans l’ancienne Lotharingie et dans l’Empire ». Le donjon « évoque les grands donjons quadrangulaires résidentiels qui sont apparus dans la vallée de la Loire à la fin du Xe siècle et qui ensuite se sont lentement diffusés vers l’est ».
En 1356, le tremblement de terre dit de Bâle, qui détruit cette ville, a des retentissements dans les Vosges (fissures nombreuses découvertes sur les restes du donjon lors de la fouille).
Entre 1464 et 1500 : dans la ville et au château : « dans les tours, on installe surtout de l’artillerie ; chacune se voit percée de canonnières au ras des fossés et munies d’arquebuses à crochets, de bombardes ou de couleuvrines. Les embrasures des canons, percées horizontalement, laissent juste le passage du boulet. Ces canonnières sont situées au bas des tours pour faucher les assaillants à courte distance, alors que les archères sont fendues en haut des tours. ». Il est possible que ce soit à cette époque que le contrefort bouclier soit construit sur la face nord du donjon, face au plateau de la Justice.
En 1465, le fils de Charles VII, Louis XI, cède la ville au maréchal de Bourgogne, Thiébaut de Neufchâtel. Les Spinaliens refusent de se rendre, le maréchal entreprend un siège depuis le plateau de la Justice, au nord du château. La bataille d’artillerie aurait duré d'avril à juillet et « causa de gros dégâts au château. Le front nord fut endommagé et le logis qui lui était adossé parait également avoir souffert ».
En 1473, l’évêque de Metz fait alliance avec la Bourgogne afin de récupérer sa ville d'Épinal, il engage ainsi le château.
Avant 1475, l’ « arsenal » semble avoir été construit sur la citerne peu avant le règne du Téméraire.
En 1481, la salle neuve est construite dans l’angle des courtines sud et ouest.
Ce n'est qu'après 1495 que le logis seigneurial est démoli ; il s’agissait d’un bâtiment à colombages sur solin de pierre, pouvant avoir un étage, couvert en tuiles rondes et adossé à la courtine nord. Il était espacé de la face ouest du donjon de 1,90 mètre au nord et de 2,40 mètres au sud.
De 1512 à 1513, construction de la défense est percée de canonnières. Un grand pont couvert en bois existe derrière le château.
En 1515, « les vieil degrés de bois » qui permettaient de monter au château le long du flanc est sont supprimées.
De 1515 à 1516, un pont-levis est construit. Il se trouve en avant de la saillie qui est formée par le boulevard percé de canonnières. Il continue le passage du pont dormant, mentionné ci-après.
De 1519 à 1520, construction des trois piliers de pierres qui soutiennent un pont de bois (leur construction a dû commencer avant 1513). Le pont de bois provisoire est supprimé. Il est aussi possible que ce soit à cette époque de travaux importants que la tour de Lespinoux soit reconstruite. En 1472 une fausse tour existe derrière le château, il est possible que cet édifice ait précédé la tour de 1520. C’est certainement à cette période que le système défensif est de l’accès est réalisé : plessis et barbacane.
De 1524 à 1525, la rampe qui permet de monter sur la plate-forme de la courtine ouest est signalée dans la comptabilité, elle dut être construite à cette date, et la partie nord de la salle neuve est donc supprimée.
En 1533, la toiture du donjon est relevée ce qui ne permet plus au guetteur de voir vers la ville depuis la « chambre de waiste » (chambre de veille = guérite ?), c’est alors que le « petit beffroi », ou tour du guet, est construit sur le donjon sur ordre du duc Antoine de Lorraine. Il est en colombages et torchis.
De 1534 à 1535, la toiture de la « grant tour du donjon » est couverte de cinq mille tuiles « plombées en trois couleurs ».
En 1577, la tour du pont est signalée (tour de Lespinoux).
De 1601 à 1602, l'inventaire des travaux d’entretien importants est à effectuer, l’ensemble du bâtiment est dans un mauvais état. La tour du pont existe encore (tour de Lespinoux), mais « menasse ruine ». Toutes les couvertures et de nombreuses pièces de charpente du château sont à refaire à neuf. La plate-forme (courtine Ouest) existe toujours.

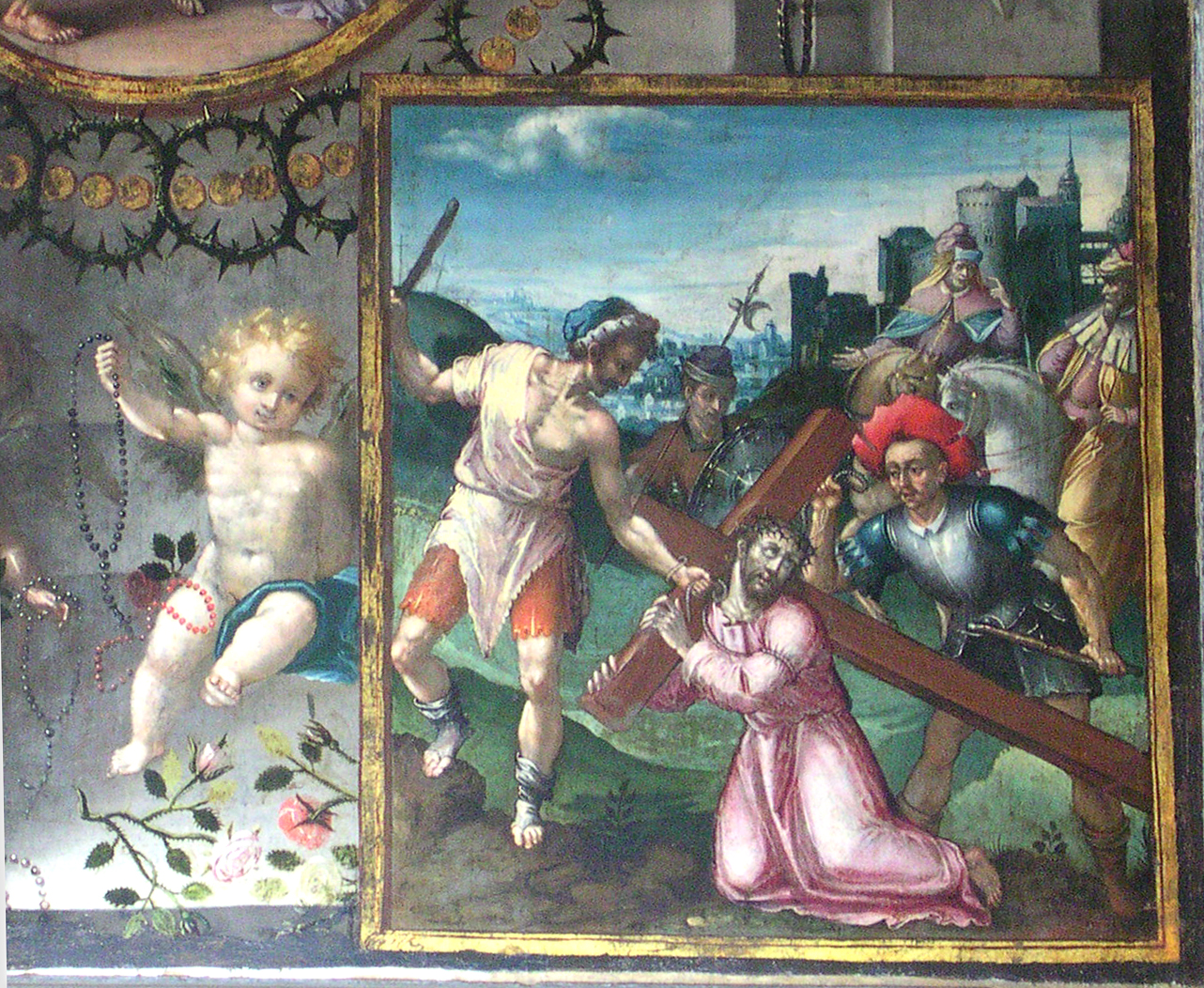
Tableau de Nicolas Bellot représentant la passion du Christ et le château d'Épinal.

En 1626, réalisation du plan Bellot qui montre le château d’une manière « complète » avant les dommages causés par les assauts successifs et destructeurs qui suivirent. De la tour de Lespinoux (non représentée par Bellot) jusqu’à l’extrémité ouest du châtelet (tour du Voué) l’éperon s’étend sur 380 mètres pour une largeur de 100 à 120 mètres. « Le site d'Épinal se présentait donc comme une succession en longueur de trois enceintes flanquées de tours. Ces tours étaient ouvertes à la gorge, vides, sans toit ni pièce fermée. Elles sont souvent appelées « fausses tours » dans les livres de compte. » « Le système de construction des murs, des tours et des courtines est celui le plus anciennement utilisé dans les fortifications urbaines : deux parements de pierres de taille et de moellons très irréguliers, en grès rose, renfermaient un massif de blocage irrégulier. L’épaisseur et la hauteur des murailles urbaines étaient variables ; quelques dimensions nous sont données par un procès de 1747 : lorsque les murs conservaient encore leur chemin de ronde, ils mesuraient environ une dizaine de mètres de haut ; l’épaisseur des murs variait entre un mètre et deux mètres suivant leur exposition et leur situation. ».
De 1629 à 1630, le pont dormant est refait. Les comptes municipaux attestent l’existence d’une galerie couverte de pierres de taille et pavée, passant sur la courtine est qui relie la tour Saint-Georges au donjon.
De 1631 à 1632, construction sous un même toit du four, du fournil et du corps de garde dans l’angle formé par la courtine nord et le donjon. Les bâtiments précédents, dont le donjon, sont signalés inhabitables et ruinés. La salle neuve est peut-être déjà détruite en 1631, mais avant 1644.
En 1635, on souhaite reconstruire une galerie de bois allant de la tour de l’Espinoux jusqu’au donjon pour faire des rondes, (visible sur le tableau de N. Bellot). Il apparaît que c’est dans ce second tiers du XVIIe siècle que fut créé l’escalier dans le logis du capitaine ainsi que le mur protégeant les poternes de la courtine sud. C’est probablement à ce moment que le bastion quadrangulaire ouest est construit en avant de la « plate forme qui regarde la ville ». En effet, une décharge d’artillerie menaçait ainsi les Spinaliens, secrètement fidèles au duc Charles IV. Le duc de Lorraine Charles IV reprend « la ville et le château qui abritait une garnisons française ».
En 1637, le duc s’empare « à nouveau de la place par surprise ».
De 1637 à 1640, Épinal s’investit dans les préparatifs de guerre : « la plupart des faubourgs est rasée pour permettre l’érection de puissantes levées de terre. Au sud de la ville, entre Moselle et porte d’Ambrail, des demi-lunes et des redents furent édifiés pour protéger les hautes murailles contre le tir d’artillerie. C’est sur ce secteur que portèrent les assauts du maréchal de Créqui (1670). Les portes d’Ambrail et du Grand Moulin furent murées. Moulins, foulons, gaucheux et papetiers disparurent au cours des opérations militaires. ».
En 1641, « reniant le traité qu’il venait de signer à Paris, le duc de Lorraine remit la ville et le château en état de défense. ». C’est à cette date que la toiture du donjon est supprimée pour en faire une plate-forme, la paroi nord du donjon est dégradée sur environ vingt mètres.
De 1641 à 1649, la ville capitule face aux Français le 23 août 1641 « après une furieuse canonnade » et le 28, le château « défendu par le baron d’Husbache, tenait bon : il fallut employer la sape et la mine qui ouvrirent une brèche [(courtine nord)] où l’assaillant se rua. Les assiégés se réfugièrent dans le donjon, mais pris au piège, ils finirent par se rendre ». Le maréchal François du Hallier s’en empare alors.
En 1645, des palissades de bois sont établies sur la brèche. Par la suite (entre 1649 et 1656), c’est une levée de terre qui sera accumulée dans la cour et dont la hauteur atteint les quatre mètres. Elle « engloutit à la fois les ruines de la salle neuve adossée au bastion, la rampe, les restes de la palissade, le premier remblai et le corps de garde. ».
En 1649, « le maréchal de La Ferté remit le siège devant Épinal [à la fin de l’année], mais la place fut si vigoureusement défendue par les colonels lorrains qu’en dépit de la large brèche ouverte dans la muraille par l’artillerie française, le maréchal doutant du succès préféra se retirer. ».
De 1651 à 1661, « neutralité, puis, à partir de 1653, troisième occupation française jusqu’au traité de Vincennes de février 1661 ».
En 1652, réparation de la citerne, le dessus est pavé.
En 1653, les Spinaliens reçoivent l’ordre de détruire les fortifications de la ville (c’est peut-être à cette date que le bastion ouest est rempli de sable).
Le 19 septembre 1670, les troupes françaises s’emparent de Nancy, le duc Charles IV se retire à Épinal, défendue par le comte de Tornielle et la garnison lorraine. Après 18 jours de siège, le maréchal français de Créqui reprend la ville, et le château capitule le 28. Pour donner l’exemple au reste de la Lorraine, la ville est condamnée à payer trente mille francs barrois et à détruire ses fortifications et son château à ses frais : la ville comportait dix-huit tours, sept tours de portes, huit tours et deux portes en petite ville (Rualménil), quatorze tours au château et 1 700 mètres de muraille. La ville cesse d’être une place forte et stratégique. Elle se francise progressivement. Elle reste ducale jusqu’en 1766 par le rattachement de la Lorraine à la France. Les murs de la ville sont partiellement supprimés, souvent intégrés aux habitations qui s’y agglutinent ; les portes des Grands-Moulins, de Saint-Goëry, d’Ambrail et d’Arches sont supprimées entre 1723 et 1778 tandis que celle du Boudiou est rasée au XIXe siècle juste avant que Mérimée ne la classe monument historique.

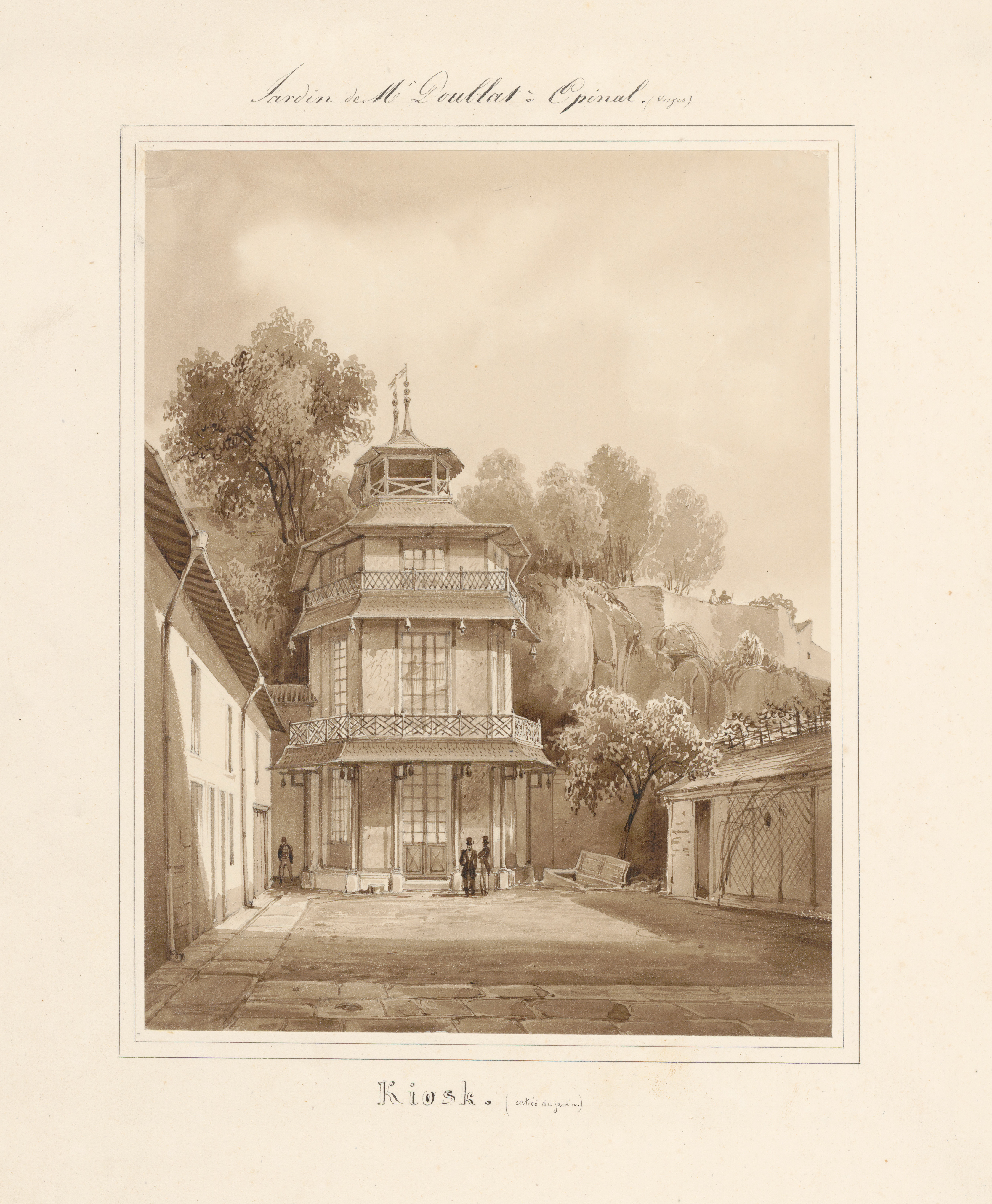
La tour chinoise, sépia de Charles Pensée issue d'un album de dessins représentant le château d’Épinal.

### La ruine romantique et la disparition du symbole identitaire de la ville (XVIIIesiècle)
En 1724, « le duc de Lorraine Léopold autorise la ville à prendre des pierres sur les décombres de l’ancien château pour établir les murs du petit bras de la Moselle ».
En 1740, édification de la caserne Saint-Éloi sur le Grand Gravot avec les pierres des ruines du château. Détruite en 1923 par un incendie.
En 1791, le domaine du château est vendu comme bien national ; l’ancien maire royal d'Épinal l’achète pour 1605 livres. Il ne changera rien au domaine.

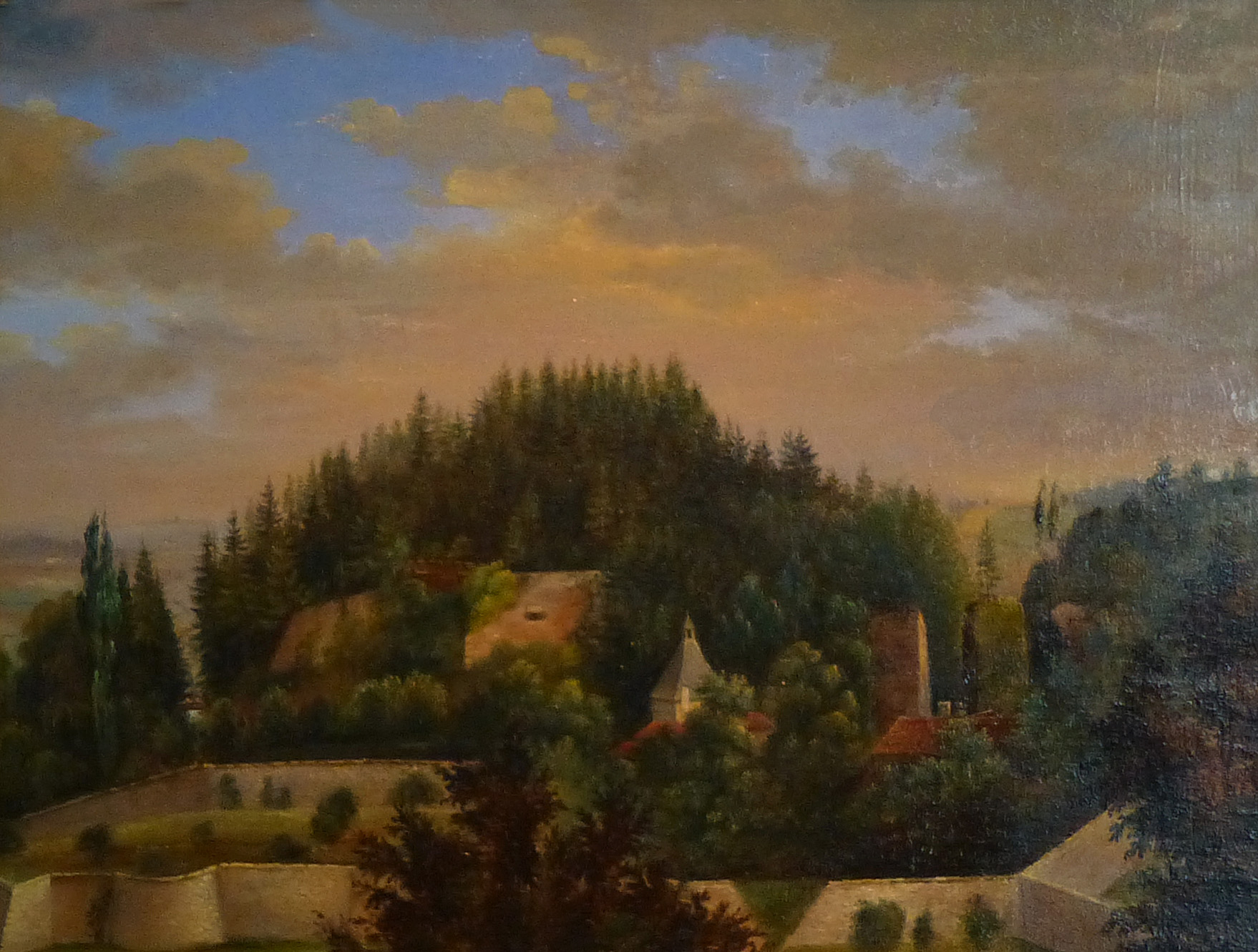
Antoine Dutac (1787-1857), Vue du château d'Épinal.

En 1804, Christophe Doublat (vingt-huit ans), trésorier payeur-général des Vosges, député et président du conseil général rachète les ruines du château et acquiert progressivement tout le site jusqu’en 1827. Il y fait réaliser un jardin paysager pré-romantique de plus de vingt hectares où demeurent les ruines du château. Il fait bâtir dans la cour de sa maison (la Trésorerie), une tour d’escalier (1804) en forme de pagode « chinoise » qui contient l’escalier d’accès (80 marches), une serre, un pavillon d’accueil, une glacière, des fabriques et une laiterie qui « renferme encore aujourd’hui un joli salon circulaire en faux marbre, orné de plusieurs cartouches en grisaille de grande qualité ».
En 1809, la tour chinoise (voir sépias de Charles Pensée) est construite par Henri Joseph Hogard.
De 1827 à 1834, le fossé occidental est mis en eau. Charles Pensée réalise une trentaine de sépias réunies dans un album intitulé « Le jardin de Monsieur Doublat ». Ces représentations permettent de constater que le site est clos de murs qui reprennent en partie ceux du châtelet (ouest). Il possède un accès unique, par la trésorerie et la tour chinoise.
En 1840, Doublat, devenu banquier, fait faillite et se suicide à (72 ans).
En 1841, la ville acquiert l’album de monsieur Doublat, (ce qui prouve l’intérêt que pouvait porter la municipalité à cette propriété).
En 1844, la propriété est rachetée par Paul Brocart (dit Lormont) ancien capitaine d’artillerie qui, à sa mort en 1857, en fait don à la ville. (testament du 27 juillet 1850).
En 1890, à la mort de Mme Brocart, la ville s’approprie le site et ouvre le jardin au public.
Au cours du XXe siècle, le jardin et les ruines sont progressivement ensevelis sous la végétation. Le jardin devient un parc.
En 1966, Othon Lehmann déplore que les Spinaliens ne connaissent pas l’histoire de leur château, et que plus personne n’aille s’y promener. Il propose de reconstituer le château d'Épinal « à l’identique » pour en faire un centre de jeunesse. Il rapporte qu’il y aurait au moins 1,5 km de souterrains et chambres souterraines sur le site du château.

### Depuis les années 1980: La découverte d'un château — Du patrimoine au renforcement identitaire d'Épinal?
En 1984, la population d'Épinal, autrefois maîtresse de son château, ne sait pas que ce dernier a existé. Le site est entièrement recouvert par les arbres et géré par l’ONF. Une première campagne de fouilles archéologiques débute en juillet à la demande du maire, Philippe Séguin, sous la direction de Michel Bur. Grâce à des visites organisées sur le site et à la médiatisation de l’opération, les Spinaliens réapprennent leur propre histoire et se réapproprient le site. De très nombreux vestiges archéologiques fondamentaux à la compréhension du château et à son fonctionnement militaire sont extraits jusqu’en 1992.

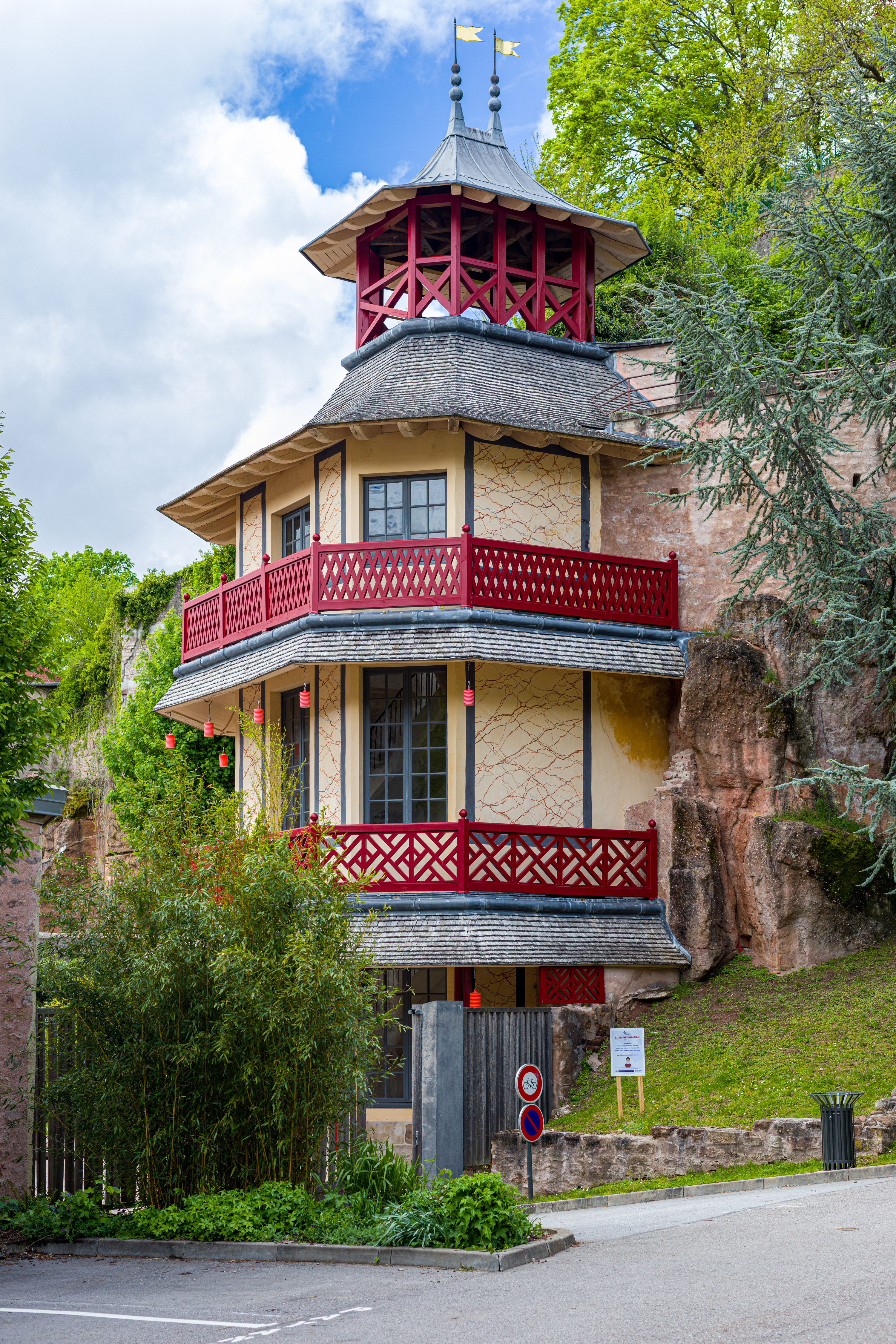
La tour chinoise.

En 1988, une étude architecturale et diagnostique est réalisée sur la tour chinoise dans l’optique de la restaurer.
En 1991, un projet d’aménagement et de restitution est envisagé.
En 1992, l'ensemble des bâtiments, constitué des vestiges du château situés entre la tour de la Vouerie et les ouvrages de la tour de Lespinoux, des bâtiments du XIXe siècle (pavillon chinois, chalet, fabriques, laiterie) et des façades et toitures de la ferme, fait l’objet d’un classement au titre des monuments historiques depuis le 26 mai 1992. À la même date, le parc est inscrit au titre des monuments historiques. En avril de la même année, l’architecte en chef des monuments historiques Thierry Algrin propose pour la réhabilitation du site : la « Restitution idéale du jardin de Monsieur Doublat. » (pré-rapport conservé à l'inventaire général des monuments historiques, Nancy). Il considère en effet que le véritable monument historique est le jardin du début du XIXe siècle.
En 1993, Thierry Algrin projette, selon les volontés municipales, de relever le donjon et de donner à l’ensemble un aspect ruiniforme dans l’esprit du jardin romantique, tout en créant dans le donjon un dépôt de fouilles ainsi qu’un théâtre de verdure dans « la cour ». Seul le donjon sera relevé à treize mètres de hauteur. L'année suivante, il propose de lancer une passerelle d'inspiration « chinoise » sur les piles de l'ancien pont. En 1995, ce projet n'est pas approuvé.

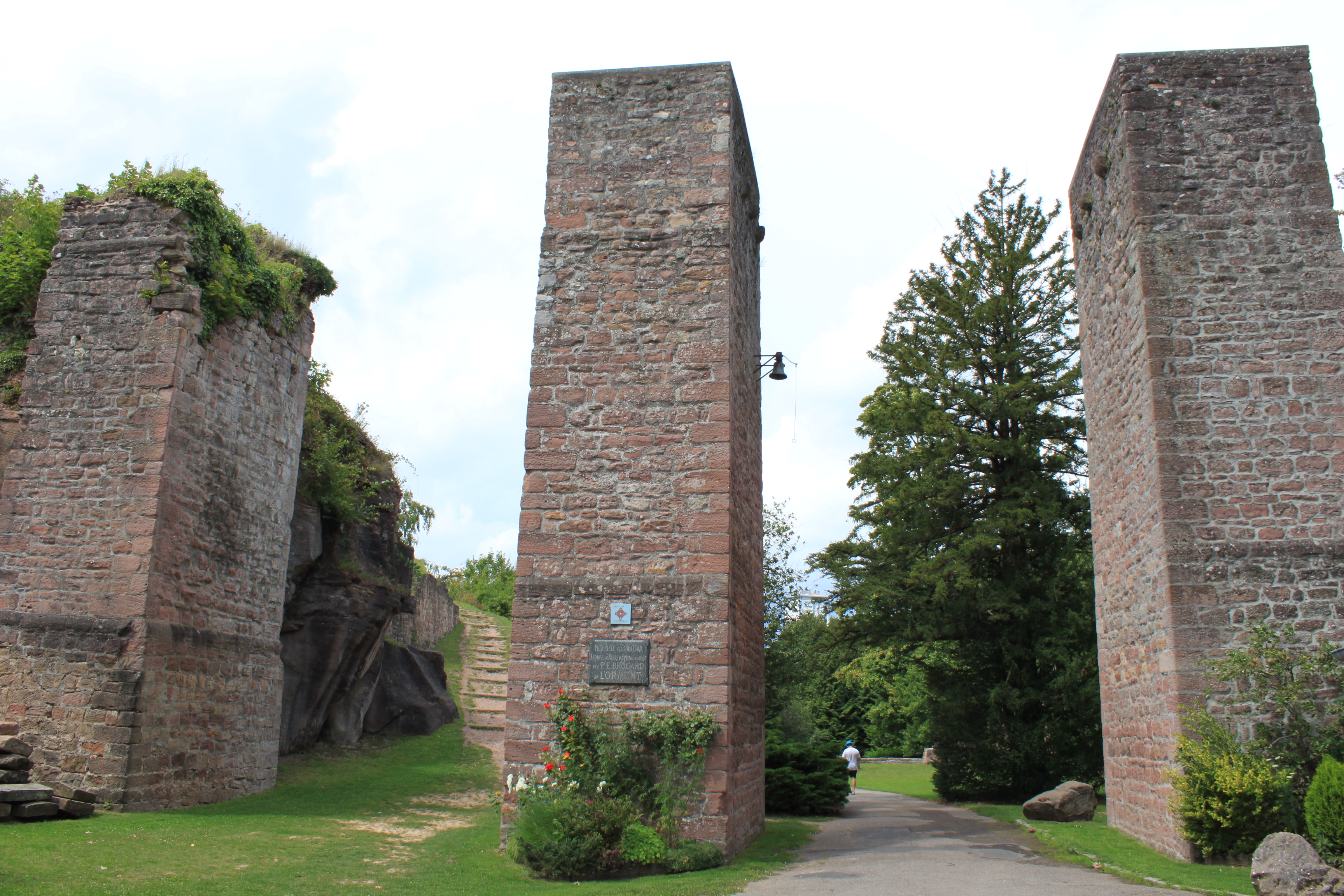
Les ruines des piles de l'ancien pont-levis.

En 2006, la question se pose de la réinsertion du château dans le paysage urbain comme un élément patrimonial et identitaire indispensable à l’avenir de la ville.
De 2009 à 2011, la tour chinoise est restaurée avec la participation de l'État, de la région Lorraine, du département et de la ville d'Épinal. Avec la collaboration de la Fondation du patrimoine, la municipalité a lancé également une souscription de mécénat à destination des entreprises et des particuliers.
Le parc du château, jugé vieillissant, est réaménagé de 2011 à 2013 : les enclos des animaux sont reconstruits, les jeux pour enfants sont mis aux normes et un nouvel aménagement végétal y est installé.